# Communauté de communes des Hauts du Perche
La communauté de communes des Hauts du Perche est une communauté de communes française, créée le 1er janvier 2017 et située dans le département de l'Orne en région Normandie.

## Histoire
La communauté de communes est créée le 1er janvier 2017 par arrêté du 23 novembre 2016. Elle est formée par fusion de la communauté de communes du Haut-Perche et de la communauté de communes du Pays de Longny-au-Perche.

## Administration
| Période        | Période   | Identité         | Étiquette | Qualité                                                                          |
| -------------- | --------- | ---------------- | --------- | -------------------------------------------------------------------------------- |
| 4 janvier 2017 | juin 2020 | Guy Monhée       | DVD       | Maire de Tourouvre au Perche (2016-2020), conseiller départemental (depuis 1994) |
| juin 2020      | En cours  | Emmanuel Le Secq | SE        | Maire de Beaulieu                                                                |

## Territoire communautaire

### Géographie
Située dans l'est du département de l'Orne, la communauté de communes des Hauts du Perche regroupe 10 communes et s'étend sur 387,7 km2.

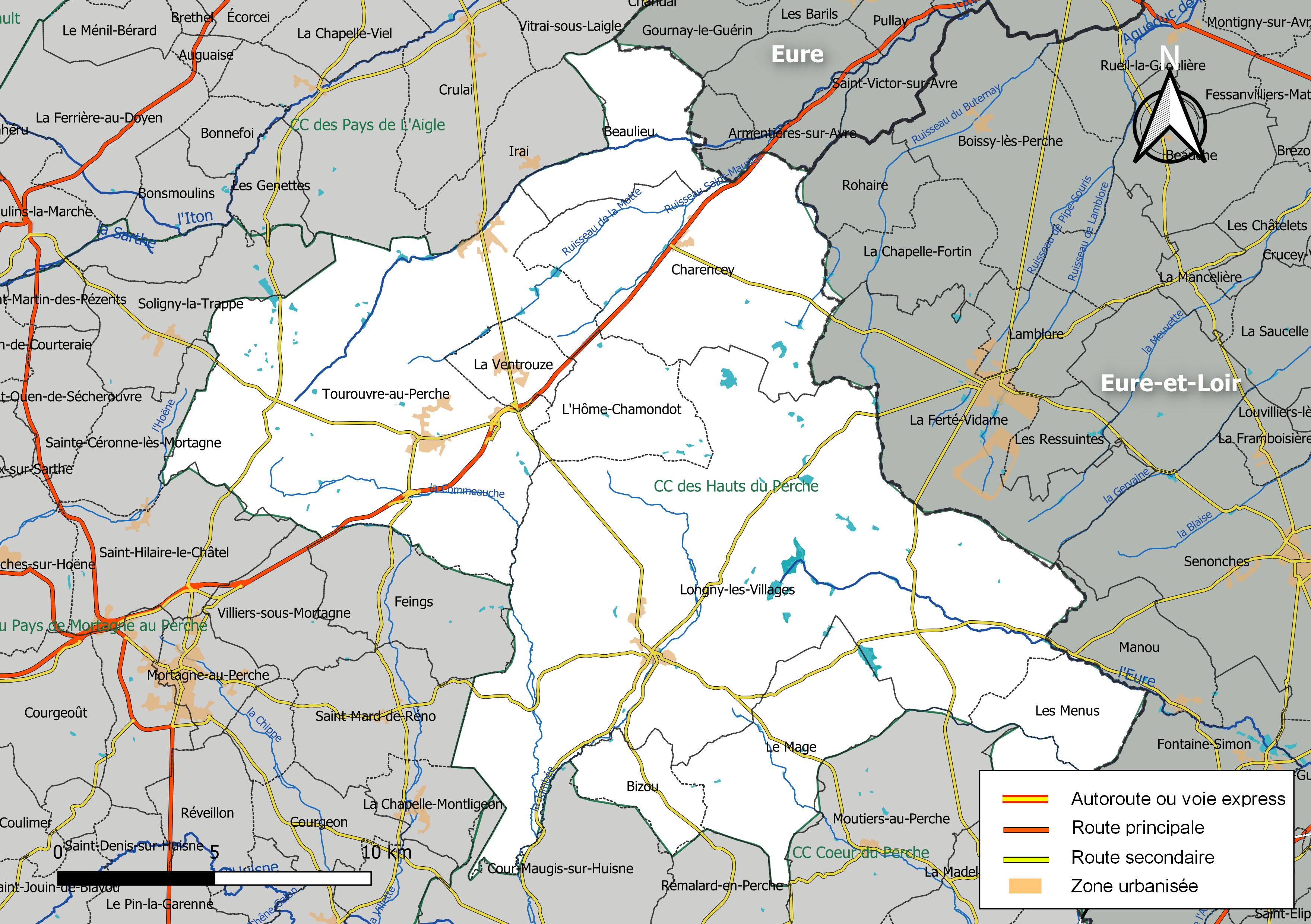
Carte de la communauté de communes des Hauts du Perche au 1er janvier 2019.

### Composition
La communauté de communes est composée des 10 communes suivantes :

| Nom                         | Code Insee | Gentilé      | Superficie (km2) | Population (dernière pop. légale) | Densité (hab./km2) |
| --------------------------- | ---------- | ------------ | ---------------- | --------------------------------- | ------------------ |
| Longny les Villages (siège) | 61230      |              | 151,76           | 2 826 (2022)                      | 19                 |
| Beaulieu                    | 61034      |              | 18,06            | 203 (2022)                        | 11                 |
| Bizou                       | 61046      | Bizouins     | 9,04             | 141 (2022)                        | 16                 |
| Charencey                   | 61429      |              | 45,56            | 755 (2022)                        | 17                 |
| L'Hôme-Chamondot            | 61206      |              | 15,92            | 260 (2022)                        | 16                 |
| Le Mage                     | 61242      | Mageois      | 25,34            | 217 (2022)                        | 8,6                |
| Les Menus                   | 61274      | Menusiens    | 11,81            | 241 (2022)                        | 20                 |
| Le Pas-Saint-l'Homer        | 61323      | Lhomériens   | 9,43             | 128 (2022)                        | 14                 |
| Tourouvre au Perche         | 61491      |              | 93,76            | 2 989 (2022)                      | 32                 |
| La Ventrouze                | 61500      | Ventrouziens | 7,06             | 122 (2022)                        | 17                 |